# 佐賀市立諸富北小学校
佐賀市立諸富北小学校（さがしりつ もろどみきたしょうがっこう）は佐賀県佐賀市諸富町大字大堂にある公立小学校。

## 概要
歴史
1874年（明治7年）創立の小学校2校（日躋・明倫）が1892年（明治25年）に統合。現校名になったのは2005年（平成17年）。2024年（令和6年）には創立150周年を迎えた。
校章
三角形を2つ組み合わせた六芒星のような図を背景にして、中央に校名の略称「諸北」の文字（縦書き）を配している。
校歌
1956年（昭和31年）制定。作詞は平達二、作曲は陶山聡による。歌詞は3番まであり、各番の歌詞中に校名の「諸富の北小学校」が登場する。
通学区域
佐賀市諸富町のうち、「大字大堂、大字徳富、大字諸富津」。中学校区は佐賀市立諸富中学校。

## 沿革
- 1874年（明治7年）6月 - 学制の頒布により、大字諸富に「臨江小学校」が創立。寺子屋や私塾に通学していた児童を収容。旧蓮池藩の鳥谷敬治が主席訓導となる。
- 1876年（明治9年）8月 - 大字諸富津にあった公会堂兼浴場を改築して校舎とし、「諸富小学校」に改称。同時に、大字大堂に校舎を建築し、諸富小学校の児童の半数を移して「大堂小学校」と命名。栗山延光が主席訓導となる。
- 1882年（明治15年）- 諸富小学校を下大津に移転して「公立中等日躋[1]小学校」に、大堂小学校を大堂新村に移転して「公立中等明倫小学校」に改称。
- 1886年（明治19年）- 小学校令施行により、尋常科（4年制）を設置の上、「尋常日躋[1]小学校」・「尋常明倫小学校」に改称。
- 1889年（明治22年）
  - 4月1日 - 町村制施行に伴い、佐賀郡3村（徳富、大堂、諸富）が合併の上、東川副村が成立。
  - 6月 - 北川副村外六ヶ村組合 高等川副小学校（4年制）が創立。
- 1892年（明治25年）5月 - 上記2校（日躋[1]・明倫）を統合の上、「東川副尋常小学校」に改称。高等川副小学校は「川副高等小学校」に改称。
- 1908年（明治41年）
  - 4月 - 改正小学校令により、尋常科（義務教育）が4年制から6年制に変更となり、尋常科5年を新設。校舎不足で、大中島分教場を設置。川副高等小学校は2年制となる。
  - 8月 - 校舎3棟を増築。
- 1909年（明治42年）4月 - 尋常科6年を新設。村内各地区に職員（小学校訓導）を派遣し、昼間は労働で多忙な青年へ夜間に青年会場（公民館）に集め、補習教育を開始（夜学校の始まり）。
- 1914年（大正3年）
  - 4月 - 第4校舎を増築。
  - 10月 - 夜学校において、青年への補習教育の方式を、小学校訓導を各地区へ派遣する方式から、青年を小学校に集める方式に変更する。
- 1916年（大正5年）4月 - 川副高等小学校の廃止に伴い、高等科（2年制）を併置の上、「東川副尋常高等小学校」に改称。
- 1917年（大正6年）11月 - 第5校舎を増築。
- 1918年（大正7年）10月 - 夜学校を「東川副農業補習学校」とする。
- 1919年（大正8年）10月 - 大中島分教場を改築。
- 1920年（大正9年）9月 - 農業補習学校が、工業部を特設の上、「東川副実業補習学校」に改称。
- 1921年（大正10年）10月 - 実業補習学校に商業部が併置される。
- 1922年（大正11年）7月 - 1教室を増築。
- 1923年（大正12年）4月 - 実業補習学校に女子部が設置される。
- 1926年（大正15年）7月 - 実業補習学校が青年訓練所充当となる。
- 1933年（昭和8年）3月 - 奉安殿が完成。
- 1935年（昭和10年）
  - 6月 - 青年学校令施行により、実業補習学校が「東川副実業青年学校」に改称。
  - 10月 - 講堂が完成。
- 1941年（昭和16年）4月 - 国民学校令施行により、「東川副村国民学校」に改称。尋常科を初等科に改める。
- 1947年（昭和22年）4月1日 - 学制改革が行われる。
  - 東川副村国民学校の初等科は、新制小学校「東川副村立東川副小学校」に改組・改称。
  - 東川副村国民学校の高等科は、青年学校普通科とともに、新制中学校「東川副村立東川副中学校」に改組・改称。小学校に併設される。
- 1948年（昭和23年）3月31日 - 青年学校が廃止される。
- 1952年（昭和27年）3月 - 運動場を東方に拡張。
- 1953年（昭和28年）6月26日 - 連続豪雨のため、校舎が床上浸水。7月1日まで臨時休業とする。
- 1955年（昭和30年）3月1日 - 2村（東川副・新北）合併により諸富町が発足。「諸富町立諸富北小学校」・「諸富町立諸富北中学校」に改称。
- 1956年（昭和31年）
  - 3月31日 - 大中島分教場を廃止。
  - 5月 - 校旗・校歌を制定。
- 1958年（昭和33年）9月 - 1教室を増築。
- 1962年（昭和37年）4月 - 諸富町立諸富中学校への統合により、諸富町立諸富北中学校が廃止される。ただし、中学統合校舎が完成するまでの間、「北校舎」として存続。
- 1963年（昭和38年）
  - 10月 - 中学統合校舎の完成により、北校舎が廃止の上、小学校に移管される。
  - 11月 - 移管された旧中学校舎（北校舎）に特別教室を設置。
- 1964年（昭和39年）
  - 4月1日 - 特殊学級（のびる学級）を開設。
  - 6月 - 給食センターが完成し、完全給食を開始。
  - 7月 - プールが完成。
- 1969年（昭和44年）6月 - 鉄筋コンクリート造3階建て校舎が完成し、移転を完了。
- 1971年（昭和46年）3月 - 旧講堂を解体の上、体育館が完成。
- 1974年（昭和49年）11月 - 創立100周年記念式典を挙行。
- 1978年（昭和53年）9月 - 運動場に総合遊具が完成。
- 1982年（昭和57年）2月 - 校地を拡張。
- 1983年（昭和58年）3月 - 増築校舎が完成。
- 2005年（平成17年）10月1日 - 合併により、「佐賀市立諸富北小学校」（現校名）に改称。

## 交通
最寄りの鉄道駅
- JR九州 長崎本線 「佐賀駅」・「伊賀屋駅」

最寄りの幹線道路
- 佐賀県道48号佐賀外環状線 「諸富北小学校南」交差点

## 周辺
- 諸富北幼稚園
- 大津ふれあい公園
- 味の素株式会社九州事業所
- 味の素冷凍食品株式会社九州工場
- 諸富公園
- 佐賀江川
- 筑後川

## 参考資料
- 「諸富町史 (PDF) 」（1984年（昭和59年3月30日, 諸富町）p.819～p.911 - 佐賀市ウェブサイト

## 関連事項
- 佐賀県小学校一覧